# Ceuthostoma
Ceuthostoma es un género arbóreo con 2 especies en la familia Casuarinaceae.

## Especies aceptadas
- Ceuthostoma terminale L.A.S.Johnson, 1988
- Ceuthostoma palawanensis L.A.S.Johnson, 1988[1]